# Campionati europei di ciclismo su strada 2006
I Campionati europei di ciclismo su strada 2006 si disputarono a Valkenburg aan de Geul, nei Paesi Bassi, tra il 13 e il 16 luglio 2006.

## Eventi

### Cronometro individuali
Giovedì 13 luglio
- Donne Under 23, 24 km
- Uomini Juniors, 24 km

Venerdì 14 luglio
- Uomini Under-23, 32 km
- Donne Juniors, 16,1 km

### Corse in linea
Sabato 15 luglio
- Donne Under-23, 110 km
- Uomini Juniors, 144 km

Domenica 16 luglio
- Donne Juniors, 77,7 km
- Uomini Under-23, 177,6 km

## Medagliere
| Pos.   | Nazione     | Oro | Argento | Bronzo | Totale |
| ------ | ----------- | --- | ------- | ------ | ------ |
| 1      | Danimarca   | 3   | 1       | 0      | 4      |
| 2      | Francia     | 2   | 2       | 1      | 5      |
| 3      | Paesi Bassi | 1   | 1       | 1      | 3      |
| 4      | Russia      | 1   | 0       | 1      | 2      |
| 5      | Ucraina     | 1   | 0       | 0      | 1      |
| 6      | Italia      | 0   | 3       | 2      | 5      |
| 7      | Estonia     | 0   | 1       | 0      | 1      |
| 8      | Belgio      | 0   | 0       | 1      | 1      |
| 8      | Svezia      | 0   | 0       | 1      | 1      |
| 8      | Germania    | 0   | 0       | 1      | 1      |
| Totale | Totale      | 8   | 8       | 8      | 24     |

## Sommario degli eventi
| Eventi                 | Oro                         | Tempo    | Argento                    | Tempo   | Bronzo                         | Tempo     |
| Uomini Under-23        |                             |          |                            |         |                                |           |
| Gara in linea dettagli | Benoit Sinner Francia       | 4h34'08" | Rene Mandri Estonia        | s.t.    | Francesco Gavazzi Italia       | s.t.      |
| Cronometro dettagli    | Dmytro Hrabovs'kyj Ucraina  | 38'36"93 | Jérôme Coppel Francia      | a 46"66 | Dominique Cornu Belgio         | a 52"27   |
| Uomini Junior          |                             |          |                            |         |                                |           |
| Gara in linea dettagli | Etienne Pieret Francia      | 3h20'14" | Thomas Bertolini Italia    | s.t.    | Ronan Van Zandbeek Paesi Bassi | s.t.      |
| Cronometro dettagli    | Dmitry Sokolov Russia       | 33'28"25 | Tony Gallopin Francia      | a 16"72 | Adriano Malori Italia          | a 33"29   |
| Donne Under-23         |                             |          |                            |         |                                |           |
| Gara in linea dettagli | Marianne Vos Paesi Bassi    | 3h07'06" | Tatiana Guderzo Italia     | s.t.    | Monica Holler Svezia           | a 58"     |
| Cronometro dettagli    | Linda Villumsen Danimarca   | 36'32"89 | Tatiana Guderzo Italia     | a 27"55 | Bianca Knoepfle Germania       | a 1'13"25 |
| Donne Junior           |                             |          |                            |         |                                |           |
| Gara in linea dettagli | Mie Bekker Lacota Danimarca | 2h12'56" | Elise Van Hage Paesi Bassi | a 2"    | Julie Krasniak Francia         | a 9"      |
| Cronometro dettagli    | Mie Bekker Lacota Danimarca | 23'38"96 | Trine Schmidt Danimarca    | a 28"38 | Aleksandra Burčenkova Russia   | a 28"44   |